# Latino sine flexione

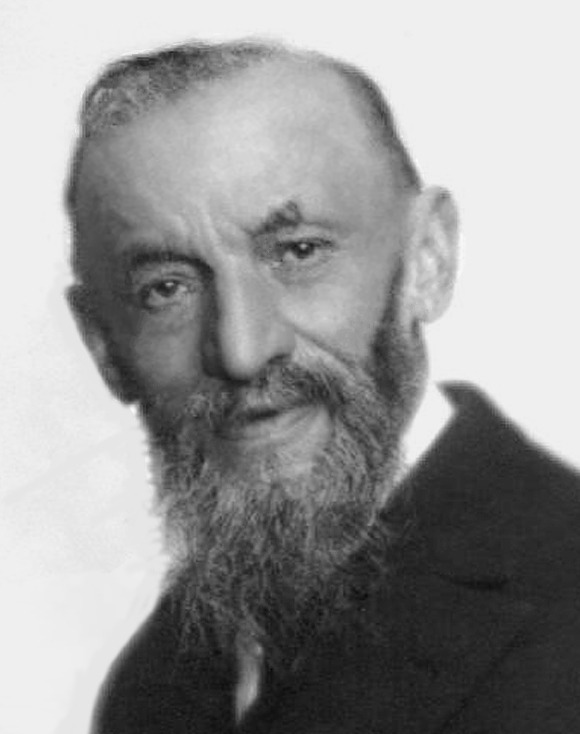
Giuseppe Peano

Latino sine flexione (Latijn zonder flexie) is een internationale hulptaal, die in de jaren 1903-1904 door de Italiaanse wiskundige Giuseppe Peano werd ontwikkeld. Zoals de naam doet vermoeden is het een vereenvoudigde vorm van het Latijn, waarbij de woordenschat onveranderd wordt overnomen maar het gecompliceerde systeem van verbuigingen en vervoegingen achterwege blijft. Het resultaat is een zeer natuurlijk aandoende kunsttaal, die sterk doet denken aan het Italiaans.
Peano rechtvaardigde de taal in zijn artikel "De Latina sine Flexione, Lingua Auxiliare Internationale". Hierin betoogde hij dat internationale hulptalen onnodig waren aangezien het Latijn reeds de rol van internationale taal vervulde. Het artikel zelf was geschreven in gewoon Klassiek Latijn, dat gaandeweg van zijn verbuigingen werd ontdaan tot er aan het einde Latino sine Flexione overbleef.
Later werd de taal ook wel Interlingua de Peano of kortweg Interlingua genoemd, niet te verwarren met het Interlingua de I.A.L.A., dat het Latino sine Flexione later zou absorberen, en het Interlingue, dat voordien bekend was als Occidental.

## Voorbeeld
Latino es lingua internationale in occidente de Europa ab tempore de imperio romano, per toto medio aevo, et in scientia usque ultimo seculo. Seculo vigesimo es primo que non habe lingua commune. Hodie quasi omne auctore scribe in proprio lingua nationale, id es in plure lingua neo-latino, in plure germanico, in plure slavo, in nipponico et alio. Tale multitudine de linguas in labores de interesse commune ad toto humanitate constitute magno obstaculo ad progressu.
Vertaling: Het Latijn is de internationale taal in West-Europa geweest sinds de tijd van het Romeinse Rijk, gedurende de hele Middeleeuwen en in de wetenschap tot aan de vorige eeuw. De twintigste eeuw is de eerste die geen gemeenschappelijke taal kent. Vandaag de dag schrijft nagenoeg elke auteur in zijn eigen nationale taal, dat wil zeggen vooral in de neo-Latijnse talen, in de Germaanse talen, in de Slavische talen, in het Japans e.a. Zo'n veelheid aan talen bij het werk aan het gemeenschappelijk belang van de hele mensheid vormt een grote hindernis voor de vooruitgang.